# Държавно устройство на Косово
Косово е парламентарна република.

## Законодателна власт
Парламентът на Косово е еднокамарен, състои се от 120 депутати, 100 от тях се избират чрез пропорционално, а останалите 20 са запазени места за националните малцинства, както следва: 10 за сърбите, 4 за циганите, 3 за бошняците, 2 за турците и 1 за гораните (българи мюсюлмани).